# Wurmlingen (powiat Tuttlingen)
Wurmlingen – miejscowość i gmina w Niemczech, w kraju związkowym Badenia-Wirtembergia, w rejencji Fryburg, w regionie Schwarzwald-Baar-Heuberg, w powiecie Tuttlingen, wchodzi w skład wspólnoty administracyjnej Tuttlingen. Leży ok. 5 km na północny zachód od Tuttlingen, przy drodze krajowej B14. Na terenie miejscowości odkryto w czasie badań archeologicznych pozostałości łaźni rzymskiej, które po rekonstrukcji udostępniono turystom. 

## Gospodarka
Wurmlingen znane jest także z lokalnego Browaru Hirsch, który ma swoją siedzibę w tej miejscowości.